# James G. Scrugham

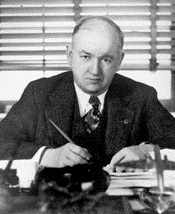
James Graves Scrugham omkring år 1943

James Graves Scrugham, född 19 januari 1880 i Lexington, Kentucky, död 23 juni 1945 i San Diego, Kalifornien, var en amerikansk demokratisk politiker. Han var den 14:e guvernören i delstaten Nevada 1923-1927 och ledamot av båda kamrarna i USA:s kongress.
Han utexaminerades 1906 från University of Kentucky. Han var professor i maskinteknik vid University of Nevada 1903-1914 och dekanus vid universitetets tekniska fakultet Engineering College 1914-1917.
Efter tiden som guvernör var han redaktör och ansvarig utgivare för Nevada State Journal 1927-1932. Han var ledamot av USA:s representanthus 1933-1942 och ledamot av USA:s senat från 1942 fram till sin död.
Scrughams grav finns på Mountain View Cemetery i Reno.